# Шарлотта Брауншвейг-Люнебургская
Шарлотта Брауншвейг-Люнебургская (нем. Charlotte von Braunschweig-Lüneburg), полное имя Шарлотта Фелицита Брауншвейг-Люнебургская (нем. Charlotte Felicitas von Braunschweig-Lüneburg; 6 марта 1671, Ганновер, герцогство Брауншвейг-Люнебургское, Священная Римская империя — 29 сентября 1710, Модена, герцогство Модены и Реджо) — немецкая принцесса из дома Вельфов, урождённая принцесса Брауншвейг-Люнебургская и Каленбергская; в замужестве — герцогиня Модены и Реджо.

## Биография
Принцесса Шарлотта Фелицита родилась в Херренхаузене (Ганновер) 6 марта 1671 года. Она была дочерью Иоганна Фридриха, герцога Брауншвейг-Люнебургского и князя Каленбергского от принцессы Бенедикты Генриетты Пфальц-Зиммернской. У принцессы Шарлотта были две младшие сестры — принцесса Генриетта Мария и принцесса Вильгельмина Амалия, в замужестве императрица Священной Римской империи.
Принцесса Шарлотта вышла замуж за принца Ринальдо д’Эсте. Её муж был младшим ребёнком в семье Франческо I д’Эсте, герцога Модены и его третей жены Лукреции Барберини. В 1685 году он получил сан кардинала, но в 1694 году оставил церковное служение, чтобы наследовать трон герцогства Модены и Реджи и продолжить династию. Желая установить более тесные отношения между домом д’Эсте и Ганноверским домом, герцог женился на Брауншвейг-Люнебургской принцессе.
В 1702 году, вместе со всей монаршей семьёй, герцогиня Шарлотта бежала из Модены в Болонью. Она спасалась от армии Франции, появившейся в Италии из-за Войны за испанское наследство.
Муж был старше её на шестнадцать лет, но у супругов родились семеро детей. В 1721 году, уже после смерти герцогини, её старший сын и наследный принц Франциск женился на принцессе Шарлотте Аглае Орлеанской, дочери Филиппа Орлеанского, регента Франции при несовершеннолетнем короле Людовике XV. Дочь герцогини Шарлотты, принцесса Генриетта в 1727 году вышла замуж за Антония Фарнезе, герцога Пармского, а, после его смерти, в 1731 году – за Леопольда, ландграфа Гессен-Дармштадтского.
Герцогиня Шарлотта умерла в герцогском дворце в Модене, после рождения дочери, 29 сентября 1710 года. Младенец тоже не выжил. Герцогиня была похоронена в церкви святого Викентия в Модене.

### Потомство
В Модене 11 февраля 1696 года принцесса Шарлота Фелицитас сочеталась браком с герцогом Ринальдо д’Эсте (26.04.1665 — 26.10.1737). В браке герцога и герцогини Моденских родились четыре сына и три дочери:
- принцесса Бенедикта Мария Эрнестина д’Эсте[итал.] (18.08.1697 — 16.09.1777);
- принц Франческо д’Эсте (2.07.1698 — 22.02.1780), герцог Модены и Реджо под именем Франческо III, сочетался браком с Шарлоттой Аглаей Орлеанской (20.10.1700 — 19.01.1761);
- принцесса Амалия Жозефа д’Эсте[итал.] (28.07.1699 — 5.07.1778), сочеталась браком с маркизом де Вильнёв (ум. 1739);
- принц Иоанн Фридрих д’Эсте[итал.] (1.09.1700 — 24.04.1727);
- принцесса Генриетта Мария д’Эсте (27.05.1702 — 30.01.1777), сочеталась первым браком с Антонио Фарнезе, герцогом Пармы и Пьяченцы (29.11.1679 — 20.01.1731), вторым браком – с ландграфом Леопольдом Гессен-Дармштадтским (1708 — 27.10.1764);
- принц Клементе д’Эсте (20.04.1708 — 23.04.1708), умер в младенчестве;
- принцесса д’Эсте (род. и ум. 1710), умерла вскоре после рождения.